# Pro Series Bath
Le Pro Series Bath, note come AEGON Pro Series Bath per ragioni di sponsorizzazione, sono state un torneo di tennis che si disputava sui campi indoor in cemento dello Sports Training Village all'Università di Bath a Bath, nel Regno Unito, dagli inizi degli anni 2000 fino al 2023. I tornei disputati hanno fatto parte dell'ITF Men's Circuit e dell'ITF Women's Circuit con montepremi modesti, a eccezione della seconda edizione del 2011 e del 2012, i cui tornei maschili facevano parte dell'ATP Challenger Tour.

## Storia
Inaugurato come evento femminile dell'ITF Women's Circuit, nel 2001 il montepremi era di 10.000 $. Tra il 2005 e il 2007 si giocarono ogni anno due edizioni in due settimane consecutive. Nel 2007 divenne un evento combinato che comprendeva un torneo maschile ITF con un montepremi da 15.000 $, mentre per le donne si tenne un'edizione in contemporanea al torneo maschile e una la settimana successiva, entrambe da 10.000 $. Nel 2008 tornò a essere un evento ITF combinato maschile e femminile e fino al 2010 si giocò una sola edizione annua.
Il torneo assunse particolare rilevanza nel 2011, quando si riprese a disputare due edizioni in due settimane consecutive. La prima fu il consueto evento comprendente il torneo ITF maschile da 15.000 $ e quello femminile da 10.000 $, e la settimana successiva si tenne per la prima volta un torneo del circuito Challenger maschile da 42.500 $ combinato con un torneo ITF femminile da 25.000 $, evento che prese il nome Pro Series Bath II 2011. Anche nel 2012 si svolse il combinato maschile da 15.000 $ e femminile da 10.000 $, e la settimana dopo si tenne il secondo e ultimo Pro Series Bath II 2012, con il Challenger maschile e l'ITF femminile aventi gli stessi montepremi dell'anno precedente.
Negli anni successivi si svolsero edizioni combinate di tornei ITF maschili e femminili, nel 2015 non si tenne il torneo maschile e l'anno dopo fino al 2021 non si giocò alcun torneo. Reinserito nel calendario ITF come evento combinato maschile e femminile nel 2022, l'ultima edizione ebbe luogo dal 6 al 12 febbraio 2023 con entrambi i montepremi da 25.000 $.

## Albo d'oro
Legenda
| Challengers |
| Futures     |

### Singolare maschile
| Anno       | Campione          | Finalista          | Punteggio         |
| ---------- | ----------------- | ------------------ | ----------------- |
| 2023       | vedi sul sito ITF | vedi sul sito ITF  | vedi sul sito ITF |
| 2022       | vedi sul sito ITF | vedi sul sito ITF  | vedi sul sito ITF |
| 2021– 2015 | Non disputato     | Non disputato      | Non disputato     |
| 2014       | vedi sul sito ITF | vedi sul sito ITF  | vedi sul sito ITF |
| 2013       | vedi sul sito ITF | vedi sul sito ITF  | vedi sul sito ITF |
| 2012 (2)   | Dustin Brown      | Jan Mertl          | 7–6(1), 6–4       |
| 2012 (1)   | vedi sul sito ITF | vedi sul sito ITF  | vedi sul sito ITF |
| 2011 (2)   | Dmitrij Tursunov  | Andreas Beck       | 6–4, 6(4)–7       |
| 2011 (1)   | vedi sul sito ITF | vedi sul sito ITF  | vedi sul sito ITF |
| 2010       | Andrej Martin     | Igor Sijsling      | 2–6, 6–2, 7–6(4)  |
| 2009       | Stéphane Robert   | Colin Fleming      | 6–2, 6–3          |
| 2008       | Josh Goodall      | Richard Bloomfield | 4–6, 7–6(4), 6–4  |
| 2007 (1)   | vedi sul sito ITF | vedi sul sito ITF  | vedi sul sito ITF |

### Doppio maschile
| Anno       | Campioni                      | Finalisti                      | Punteggio         |
| ---------- | ----------------------------- | ------------------------------ | ----------------- |
| 2023       | vedi sul sito ITF             | vedi sul sito ITF              | vedi sul sito ITF |
| 2022       | vedi sul sito ITF             | vedi sul sito ITF              | vedi sul sito ITF |
| 2021– 2015 | Non disputato                 | Non disputato                  | Non disputato     |
| 2014       | vedi sul sito ITF             | vedi sul sito ITF              | vedi sul sito ITF |
| 2013       | vedi sul sito ITF             | vedi sul sito ITF              | vedi sul sito ITF |
| 2012 (2)   | Martin Fischer Philipp Oswald | Jamie Delgado Ken Skupski      | 6–4, 6–4          |
| 2012 (1)   | vedi sul sito ITF             | vedi sul sito ITF              | vedi sul sito ITF |
| 2011 (2)   | Jamie Delgado Jonathan Marray | Yves Allegro Andreas Beck      | 6–3, 6–4          |
| 2011 (1)   | vedi sul sito ITF             | vedi sul sito ITF              | vedi sul sito ITF |
| 2010       | Kamil Capkovic Andrej Martin  | Tim Bradshaw John Millman      | 7–6(1), 6–3       |
| 2009       | Colin Fleming Ken Skupski     | Fritz Wolmarans Michael Yani   | 6–4, 6–4          |
| 2008       | Neil Bamford Josh Goodall     | Richard Bloomfield Ken Skupski | 6–1, 3–6, [10–8]  |
| 2007 (1)   | vedi sul sito ITF             | vedi sul sito ITF              | vedi sul sito ITF |

### Singolare femminile
| Anno       | Campionessa          | Finalista              | Punteggio         |
| ---------- | -------------------- | ---------------------- | ----------------- |
| 2023       | Rebecca Šramková     | Tereza Smitková        | 6–2, 6–2          |
| 2022       | Caijsa Hennemann     | Eliz Maloney           | 6–1, 7–5          |
| 2021– 2016 | Non disputato        | Non disputato          | Non disputato     |
| 2015       | Ana Bogdan           | Ana Vrljić             | 6–3, 4–6, 6–1     |
| 2014       | Stephanie Vogt (2)   | Alberta Brianti        | 6–3, 7–6(3)       |
| 2013       | Stephanie Vogt (1)   | An-Sophie Mestach      | 7–6(3), 6–3       |
| 2012 (2)   | Kiki Bertens         | Annika Beck            | 6–4, 3–6, 6–3     |
| 2012 (1)   | vedi sul sito ITF    | vedi sul sito ITF      | vedi sul sito ITF |
| 2011 (2)   | Stefanie Vögele      | Marta Domachowska      | 6(3)–7, 7–5, 6–2  |
| 2011 (1)   | Marta Sirotkina      | Giulia Gatto-Monticone | w/o               |
| 2010       | Katarzyna Piter      | Lenka Jurikova         | 6–2, 7–6(6)       |
| 2009       | Stephanie Vongsouthi | Verdiana Verardi       | 6–2, 6–4          |
| 2008       | Sarah Borwell        | Stephanie Vongsouthi   | 6–4, 7–6(5)       |
| 2007 (2)   | vedi sul sito ITF    | vedi sul sito ITF      | vedi sul sito ITF |
| 2007 (1)   | vedi sul sito ITF    | vedi sul sito ITF      | vedi sul sito ITF |
| 2006 (2)   | vedi sul sito ITF    | vedi sul sito ITF      | vedi sul sito ITF |
| 2006 (1)   | vedi sul sito ITF    | vedi sul sito ITF      | vedi sul sito ITF |
| 2005 (2)   | vedi sul sito ITF    | vedi sul sito ITF      | vedi sul sito ITF |
| 2005 (1)   | vedi sul sito ITF    | vedi sul sito ITF      | vedi sul sito ITF |
| 2004– 2003 | Non disputato        | Non disputato          | Non disputato     |
| 2002       | vedi sul sito ITF    | vedi sul sito ITF      | vedi sul sito ITF |
| 2001       | vedi sul sito ITF    | vedi sul sito ITF      | vedi sul sito ITF |

### Doppio femminile
| Anno       | Campionesse                                | Finaliste                           | Punteggio         |
| ---------- | ------------------------------------------ | ----------------------------------- | ----------------- |
| 2023       | Lauryn John-Baptiste Katarína Strešnaková  | Emily Appleton Isabelle Haverlag    | 7–6(4), 6–4       |
| 2022       | Caijsa Hennemann Elena Malõgina            | Arina Vasilescu Emily Webley-Smith  | 6–4, 6–3          |
| 2021– 2016 | Non disputato                              | Non disputato                       | Non disputato     |
| 2015       | Sarah Beth Askew Olivia Nicholls           | Freya Christie Lisa Whybourn        | 1–6, 6–4, [10–2]  |
| 2014       | Lesley Kerkhove Xenia Knoll                | Barbara Bonić Pemra Özgen           | 6–3, 6–1          |
| 2013       | Nicola Geuer Lisa Whybourn                 | Viktorija Golubic Julia Kimmelmann  | 6–3, 6–4          |
| 2012       | Tatjana Maria Stephanie Vogt               | Julie Coin Melanie South            | 6–3, 3–6, [10–3]  |
| 2011 (2)   | Tímea Babos Anne Kremer                    | Marta Domachowska Katarzyna Piter   | 7–6(5), 6–2       |
| 2011 (1)   | Giulia Gatto-Monticone Anastasia Grymalska | Emma Laine Tara Moore               | 6-4, 2-6, [10-6]  |
| 2010       | Malou Ejdesgaard Katarzyna Piter           | Jade Curtis Anna Fitzpatrick        | 6–3, 6–2          |
| 2009       | Stefania Boffa Anna Fitzpatrick            | Veronika Chvojkova Katerina Vankova | 6–1, 6–1          |
| 2008       | Martina Babakova Iveta Gerlova             | Sarah Borwell Olivia Scarfi         | 6–1, 5–7, [10–1]  |
| 2007 (2)   | vedi sul sito ITF                          | vedi sul sito ITF                   | vedi sul sito ITF |
| 2007 (1)   | vedi sul sito ITF                          | vedi sul sito ITF                   | vedi sul sito ITF |
| 2006 (2)   | vedi sul sito ITF                          | vedi sul sito ITF                   | vedi sul sito ITF |
| 2006 (1)   | vedi sul sito ITF                          | vedi sul sito ITF                   | vedi sul sito ITF |
| 2005 (2)   | vedi sul sito ITF                          | vedi sul sito ITF                   | vedi sul sito ITF |
| 2005 (1)   | vedi sul sito ITF                          | vedi sul sito ITF                   | vedi sul sito ITF |
| 2004– 2003 | Non disputato                              | Non disputato                       | Non disputato     |
| 2002       | vedi sul sito ITF                          | vedi sul sito ITF                   | vedi sul sito ITF |
| 2001       | vedi sul sito ITF                          | vedi sul sito ITF                   | vedi sul sito ITF |